# Thomas Hardy (écrivain)
Pour les articles homonymes, voir Thomas Hardy et Hardy.
Œuvres principales
Tess d'Urberville (roman, 1891)
Jude l'Obscur (roman, 1896)
Compléments
Thomas Hardy, né le 2 juin 1840 à Stinsford, et mort le 11 janvier 1928 à Dorchester, est un poète et écrivain britannique appartenant au courant naturaliste. Auteur devenu aujourd'hui classique, il a tout particulièrement influencé D. H. Lawrence et John Cowper Powys. Il a reçu l'ordre du Mérite en 1910.
Il se considérait lui-même d'abord comme un poète, n'écrivant des romans que pour gagner sa vie. La majorité de son œuvre, qui se déroule essentiellement dans la région fictive du Wessex (en), dépeint des personnages en lutte contre leurs passions et les circonstances. Sa poésie, publiée après ses cinquante ans, est jugée d'une qualité égale à ses romans, surtout depuis sa relecture par un groupe d'écrivains anglais, The Movement (en), dans les années 1950 et 1960.

## Biographie
Thomas Hardy naît dans une famille anglaise modeste à Higher Bockhampton, lieu-dit du village de Stinsford, voisin de Dorchester dans le Dorset, comté du sud-ouest de l'Angleterre, où son père exerce la profession de tailleur de pierre. Sa mère, lettrée, lui donne cours à domicile avant qu'il ne soit inscrit à l'école locale à l'âge de dix ans. Il arrête ses études à seize ans et devient apprenti chez John Hic , un architecte local. Il travaille ainsi à Manchester  avant de partir pour Londres en 1862, où il étudie au King's College de Londres. Il remporte des prix du Royal Institute of British Architects et de l'Architectural Association.
En 1865, il est chargé de superviser le démantèlement du cimetière de l'église St Pancras pour permettre l'édification de la future gare éponyme. Il faudra une année pour exhumer, nuit après nuit, les restes de quelque 88.000 défunts, et les ensevelir dans une fosse commune. Traumatisé, Hardy décide ensuite d'abandonner ses études, et il quitte Londres définitivement.
Toutefois, de ses études, il garde le goût de la poésie latine. En autodidacte, il apprend le grec pour pouvoir lire Homère et le Nouveau Testament. Sur le plan des idées, il se forme en lisant John Stuart Mill et adhère aux idées de Charles Fourier, d'Auguste Comte et, notamment, d'Arthur Schopenhauer. Charles Darwin et la critique biblique lui font perdre la foi religieuse, dont il portera le deuil toute sa vie. Se sentant rejeté par une société de classe londonienne qu'il exècre, il décide de rentrer dans son Dorset provincial cinq ans plus tard pour se consacrer à l'écriture.
Très tôt, il écrit des poèmes, dont certains sont publiés trente ou quarante ans plus tard. En 1867, à son retour de Londres, il se tourne vers le roman pour essayer de vivre de sa plume. Passées les premières difficultés, il réussit honorablement. En 1870, il rencontre sur un chantier de restauration d'une église de Cornouailles sa future femme, Emma Gifford, qu'il n'épouse qu'en 1874. Il publie bientôt dans des revues et des magazines. De 1871 à 1896, il écrit quinze romans et quatre recueils de nouvelles. Une demi-douzaine de grandes œuvres émergent de cette production inégale : Loin de la foule déchaînée (1874), Le Retour au pays natal (1878), Le Maire de Casterbridge (1886), Les Forestiers (1887), Tess d'Urberville (1891), Jude l'Obscur (1896).
Si Hardy est violemment critiqué pour sa noirceur, le succès est au rendez-vous. Dès 1897, son roman Tess d'Urberville est un tournant. L'ouvrage est adapté au théâtre et joué à Broadway, puis porté au cinéma en 1913, 1924 et, bien plus tard, en 1979 par Roman Polanski.
Tous ses romans, marqués par une prose riche et un humour corrosif, sont ancrés dans un cadre régional. Sans exception, ils se déroulent dans le sud-ouest de l'Angleterre. Le Dorset et les comtés voisins se trouvent transmués en royaume littéraire que Hardy appelle le Wessex, du nom de l'ancien royaume des Saxons de l'Ouest. Le Wessex apparaît comme une province aux localités imaginaires et à la nature préservée, Arcadie opposée au Londres de la société victorienne. Peintre acerbe du milieu rural, Hardy accorde  un souci pointilleux à rendre le climat, la beauté et la rudesse de la nature anglaise du XIXe siècle, terreau d'histoires tragiques où les protagonistes, pris en étau, deviennent les victimes des conventions et de l'hypocrisie sociales avant de connaître une mort brutale.

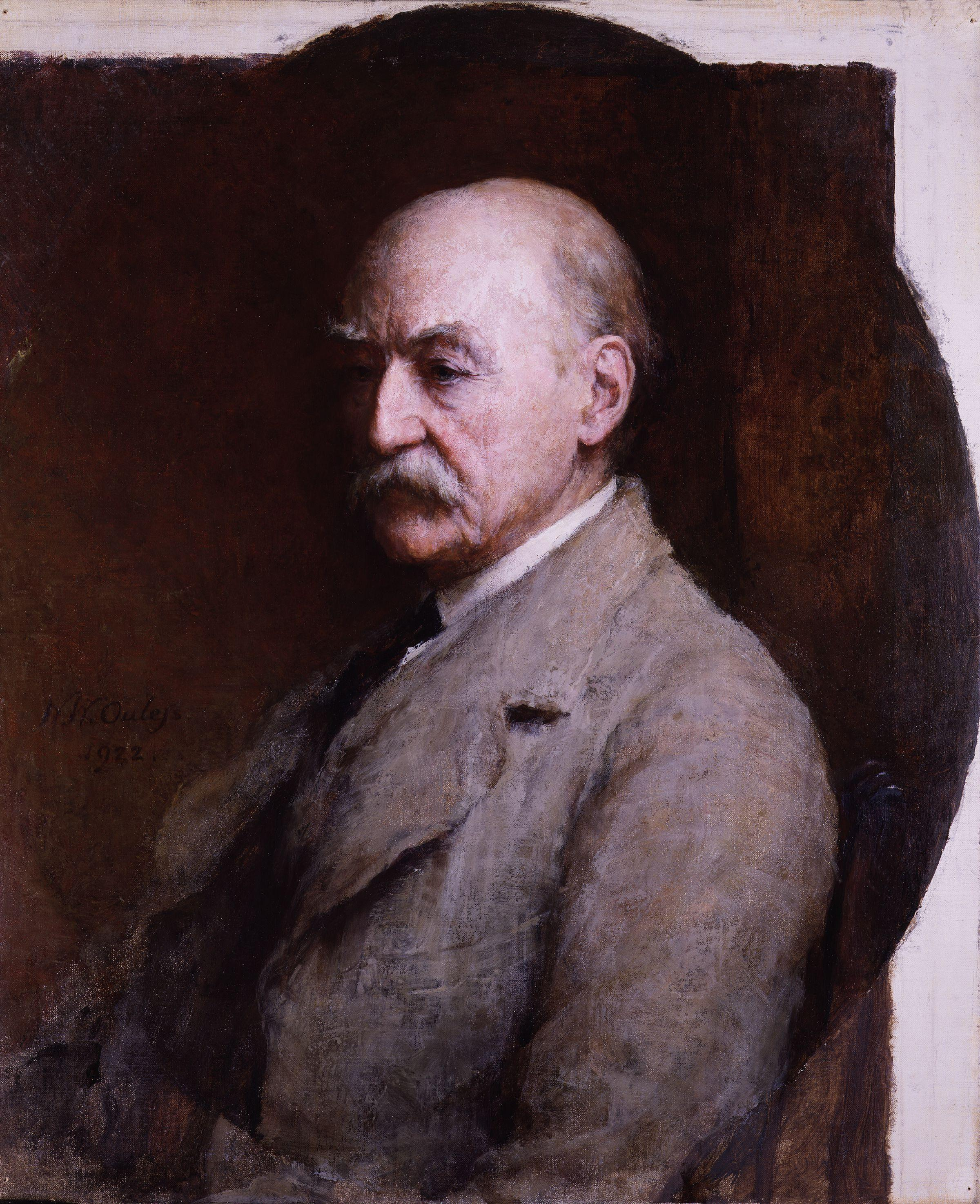
Portrait de Thomas Hardy par le peintre Walter William Ouless.

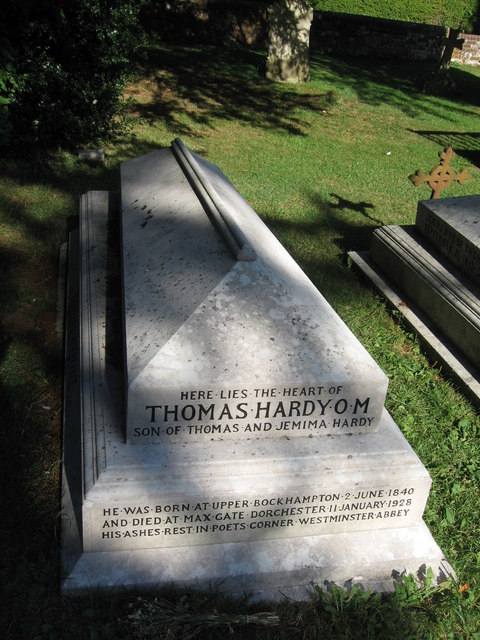
Tombe de Thomas Hardy à Stinsford dans le Dorset. Les mots anglais signifient : « Ici repose le cœur de Thomas Hardy, fils de Thomas et Jemima Hardy. Il est né à Upper Bockhampton le 2 juin 1840 et mort à Max Gate, Dorchester le 11 janvier 1928. Ses cendres restent dans le coin des poètes, l'abbaye de Westminster. »

Après le scandale déclenché par la critique radicale du mariage et de la religion qu'est Jude, dont les exemplaires sont vendus cachés dans du papier d'emballage à cause de l'exposé qu'y fait l'auteur de l'« érotolepsie », Thomas Hardy abandonne le roman. Il se consacre alors à ce qu'il considère comme son chef-d'œuvre, Les Dynastes (The Dynasts), vaste pièce de théâtre dramatique composée de trois parties, publiées respectivement en 1903, 1906 et 1908. Sorte de Guerre et Paix en vers, cette Illiade des temps modernes utilise l'épopée napoléonienne afin d'élaborer des scènes qui présentent tantôt les conflits intimes des gens ordinaires et de personnages historiques mus par une soif darwinienne du pouvoir, tantôt des batailles qui se déroulent dans des paysages immuables et indifférents, sous le regard d'un chœur allégorique incarnant les vaines tergiversations du destin. Réputé trop difficile à mettre en scène et mal accueilli à l'époque, Les Dynastes préfigure à bien des égards le genre cinématographique mais ne bénéficie toujours pas de l'estime de la critique.
Hardy écrit, au long de sa carrière, près d'un millier de poèmes inégaux, dans lesquels cohabitent satire, lyrisme et méditation. Les élégies de Veteris Vestigia Flammae, écrites après la mort de sa première femme, survenue en 1912, retracent chacun des lieux qu'ils connurent ensemble. Elles forment un groupe d'une perfection rare. Remarié en 1914 avec sa secrétaire, Florence Dugdale, de trente-neuf ans sa cadette, il s'entiche en 1924, à l'âge de quatre-vingt-quatre ans, de l'actrice Gertrude Bugler qu'il identifie à son héroïne Tess et pour laquelle il projette une adaptation dramatique de son roman.
Thomas Hardy commence à souffrir de pleurésie en décembre 1927 et en meurt en janvier 1928 à Dorchester, après avoir dicté son tout dernier poème à son épouse et secrétaire sur son lit de mort. Les lettres du défunt et les notes qu'il a laissées sont détruites par ses exécuteurs testamentaires. Sa veuve, qui meurt en 1937, fait paraître les siennes la même année.
Après la mort de Hardy, survint une controverse sur son lieu de sépulture. Il souhaitait être enterré dans un mausolée à Stinsford dans le Dorset, avec Emma Gifford, sa première femme et ce souhait était partagé par sa famille. Mais son exécuteur testamentaire, Sydney Cockerell, insista en faveur d'une sépulture dans le coin des poètes à l'abbaye de Westminster. Finalement, un compromis fut trouvé ; après ses funérailles à l'abbaye, sa dépouille, à l'exception de son cœur, fut incinérée et les cendres enterrées. Son cœur fut transféré à Dorset et enterré à Stinsford avec Emma Gifford.
Le nom de Thomas Hardy fut proposé et examiné 25 fois en 26 ans pour le prix Nobel de littérature, mais fut systématiquement rejeté parce que son œuvre était jugée trop pessimiste.

## Écrits parus en France
La première date est celle de la première édition française.

### Romans
- 1882 : Le Trompette-major (The Trumpet-major, 1880)  — Traduit par Yorick Bernard-Derosne, Paris, Hachette. Dernière réédition : 2009, trad. Yorick Bernard-Derosne, Paris, éditions Gallimard, Coll. L'Imaginaire no 586, 413 p.  (ISBN 978-2-07-012614-9).
- 1901 : Loin de la foule déchaînée (Far from the Madding Crowd, 1874)  — A d'abord paru en France sous le titre Barbara jusqu'en 1955, traduit par Mathilde Zeys, Paris : Société du "Mercure de France", 518 p. Dernière réédition : 2011, trad. Thierry Gillybœuf, Éditions Sillage, 427 p.  (ISBN 978-2-916266-80-0).
- 1901 : Tess d'Urberville (Tess of the d'Urbervilles, (1891)  — Traduit par Madeleine Rolland, Paris : Hachette, Collection : Bibliothèque des meilleurs romans étrangers, 2 vol. Dernière réédition : 2013, trad. Madeleine Rolland, introd., notes et dossier par André Topia, Paris : Éd. France loisirs, 716 p.,  (ISBN 978-2-298-06920-4).
- 1901 : Jude l'Obscur (Jude the Obscure, 1896).  — Traduit par M. Firmin Roz, Paris, P. Olendorff, 374 p. Dernière réédition : 1997, trad. F. W. Laparra, préf. Edmond Jaloux, Paris : Librairie générale française, Coll. Le Livre de poche no 3135, 478 p.  (ISBN 2-253-09832-9).
- 1909 : La Bien-aimée (The Well-Beloved, 1897)  — Traduit par Ève Paul-Margueritte, préface de Paul Margueritte, Plon, Nourrit et Cie, 270 p. Dernière réédition : 2005, trad. Geneviève Brzustowski, préf. de Sylvain Floc'h, Belval : Circé, 251 p.  (ISBN 2-84242-195-7).
- 1913 : Les Yeux bleus (A Pair of Blue Eyes, 1873)  — A d'abord paru sous le titre Deux yeux bleus jusqu'en 1935, traduit par Ève Paul-Margueritte, Plon-Nourrit et Cie, 358 p. Dernière réédition : 2016 sous le titre Les Yeux bleus, trad. Georges Goldfayn, Paris : Rivages, coll. : Rivages poche. Bibliothèque étrangère, 512 p.,  (ISBN 2-743635010).
- 1922 : Le Maire de Casterbridge (The Mayor of Casterbridge), 1886)  — Traduit par Philippe Néel, Paris, La Nouvelle Revue française, 362 p. Dernière réédition : 2008, trad. Philippe Néel, Éditions Sillage, 349 p.  (ISBN 978-2-916266-32-9).
- 1923 : Le Retour au pays natal (The Return of the Native, 1878)  — Traduit par Eve Paul-Margueritte, Paris, Ernest Flammarion, éditeur, 288 p. Dernière réédition : 2007, trad. Marie Canavaggia, postface Claire Tomalin, éd. José Corti, 437 p.  (ISBN 978-2-7143-0939-6).
- 1923 : Sous la verte feuillée (Under the Greenwood Tree, 1872)  — Traduit par Eve Paul-Margueritte, Paris : Ernest Flammarion éditeur, roman, 285 p.
- 1931 : S'il avait insisté (The Hand of Ethelberta, 1876)  — Traduit par Jean Audiau, Aquarelles de Paul Izarn reproduites en lithographie par Gaston Prost, Paris : H. Blanchetière, roman, 141 p.
- 1932 : Les Forestiers (The Woodlanders, 1887)  — Traduit par Antoinette Six, Paris, Nouvelle Librairie française (anciennement Éditions Prométhée), collection La Galerie étrangère, 525 p. Dernière réédition : 2009, trad. Antoinette Six, revue par Robert Sctrick, Éditions Phébus, collection : Libretto no 288, 403 p.,  (ISBN 978-2-7529-0410-2).
- 1981 : À la lumière des étoiles (Two on a Tower, 1882)  — Traduction intégrale de Marie Cresciani, Paris : Oswald, Collection L'Internationale no 13, 283 p.  (ISBN 2-7304-0094-X). Dernière réédition : 1987, trad. Marie Cresciani, revue par Diane de Margerie, introd., bibliogr. et chronologie par Diane de Margerie, Paris : Flammarion, 347 p.  (ISBN 2-08-070447-8).
- 1984 : Remèdes désespérés (Desperate Remedies, 1871)  — Traduit par Robert Davreu, Paris : R. Laffont, Collection : Classiques Pavillons, roman, 405 p.  (ISBN 2-221-04294-8). Dernière réédition : 1992, Paris : Seuil, Collection : Points. Roman no 504, trad. Robert Davreu, 405 p.  (ISBN 2-02-012698-2).

### Nouvelles
- 1918 : Une femme imaginative et autres contes (An Imaginative Woman, and other tales, 1894)  — Paris, C. Georges-Bazile, Les Cahiers britanniques et américains no 2, 36 p. Dernière réédition : 1992, trad. et notes par Magali Merle, Paris : Librairie générale française, Collection : Les langues modernes-bilingue. Série anglaise, Le Livre de poche no n°8760, 279 p.  (ISBN 2-253-06226-X).
- 1920 : Les Petites Ironies de la vie (Life's Little Ironies, 1894  — Recueil de nouvelles. Traduit par Mme H. Boivin, Paris : F. Rieder, 302 p. Dernière réédition : 2001, trad. H. Boivin et Diane de Margerie, Paris, Éditions Gallimard, coll. L'Imaginaire no 434, 269 p.
- 1931 : L'Honorable Laura (The Honourable Laura, 1881)  — Nouvelle traduite par Maxime Gaucher, Extrait de La Revue bleue, 18 avril et 2 mai 1931.
- 1980 : L'Homme démasqué (Barbara of the House of Grebe, 1890)  — Traduit par Diane de Margerie, Paris : Éditions Balland, collection : L'Instant romanesque, 89 p. Dernière réédition : 2008, trad. Diane de Margerie, Motifs, coll. : Motifs no 302, 84 p.  (ISBN 978-2-268-06416-1).
- 1993 : Nobles Dames, nobles amours (A Group of Noble Dames, 1891)  — Nouvelles présentées et traduites par Françoise Dottin, Lille : Presses universitaires de Lille, 248 p.,  (ISBN 2-85939-433-8). Dernière réédition : 1997, Belfort : Circé, Collection : Circé poche no 12, 271 p.  (ISBN 2-84242-018-7).
- 1993 : Le Bras flétri (The Withered Arm, 1888)  — Traduction de Josie Salesse-Lavergne, Paris : L’Échoppe, 68 p.,  (ISBN 2-84068-016-5).
- 1993 : La Risée du temps (Time's Laughing-Stocks)  — Traduction et présentation par Frédéric Jacques Temple, Paris] : La Différence, Collection : Orphée no 146,  (ISBN 2-7291-0882-3).
- 2007 : Métamorphoses  — Réunit 4 nouvelles : Sous le regard du berger (What the Shepherd Saw, 1881) ; Métamorphose (A Changed Man, 1900) ; La Tombe solitaire (The Grave by the Handpost, 1897) ; Un dragon entre en scène (Enter a Dragoon, 1900). Traductions de Pierre Coustillas, Françoise Vreck, Michel Krzak et Noël De Beer, illustrations d'Anne Careil, éditions de L'Arbre vengeur  (ISBN 978-2-916141-13-8).
- 2012 : Les Intrus de la Maison Haute (Interlopers at the Knap, 1884)  — Précédé d'un autre conte du Wessex : Le Bras atrophié (The Withered Arm, 1888), traduit de l'anglais et annoté par Bernard Jean, Paris : Gallimard, Collection Folio. 2 euros, no 5420, 114 p.  (ISBN 978-2-07-044760-2).

### Poésie
- 1925 : Poèmes  — Traduction de J. Fournier-Pargoire, introduction de Jethro Bethell, avec un portrait de Thomas Hardy, Paris, impr. Villain et Bar, collection Bibliothèque des marges, 173 p. Dernière réédition en 1980 sous le titre Poésies, édition bilingue par Marie-Hélène Gourlaouen et Bernard Géniès, Paris : les Formes du secret, 113 p.
- 1990 : Poèmes du Wessex (Wessex Poems Domicilium, Poems of the Past and the Present, 1888)  —  Recueil de poèmes traduit et présenté par Frédéric Jacques Temple, Paris : La Différence, collection : Orphée no 42, 126 p.  (ISBN 2-7291-0477-1). Dernière réédition : 2012, trad. Frédéric Jacques Temple, éd. bilingue, Éditions Gallimard, coll. Collection Poésie no 477, Paris, 238 p.  (ISBN 978-2-07-044152-5).

### Pièce de théâtre
- 1947 : Les Dynastes (The Dynasts, 1904-1908)  — Épopée dramatique, la guerre contre Napoléon en 3 parties, 19 actes et 130 scènes. Traduit par Yvonne Salmon et Philippe Neel, Paris, Delamain et Boutelleau, collection Le Cabinet cosmopolite no 90, 615 p.

## Œuvre complète
(Liste exhaustive.)

### Romans
- Desperate Remedies: A Novel (1871)
- Under the Greenwood Tree: A Rural Painting of the Dutch School (1872)
- A Pair of Blue Eyes: A Novel (1873)
- Far from the Madding Crowd (1874)
- The Hand of Ethelberta: A Comedy in Chapters (1876)
- The Return of the Native (1878)
- The Trumpet-Major (1880)
- A Laodicean: A Story of To-day (1881)
- Two on a Tower: A Romance (1882)
- The Mayor of Casterbridge: The Life and Death of a Man of Character (1886)
- The Woodlanders (1887)
- Tess of the d'Urbervilles: A Pure Woman Faithfully Presented (1891)
- Jude the Obscure (1895)
- The Well-Beloved: A Sketch of a Temperament (1897)

### Nouvelles
- How I Built Myself A House (1865)
- Destiny and a Blue Cloak (1874)
- The Thieves Who Couldn't Stop Sneezing (1877)
- The Duchess of Hamptonshire (1878)
- The Distracted Preacher (1879)
- Fellow-Townsmen (1880)
- The Honourable Laura (1881)
- What The Shepherd Saw (1881)
- A Tradition of Eighteen Hundred and Four (1882)
- The Three Strangers (1883)
- The Romantic Adventures of a Milkmaid (1883)
- Interlopers at the Knap (1884)
- A Mere Interlude (1885)
- A Tryst at an Ancient Earthwork (1885)
- Alicia's Diary (1887)
- The Waiting Supper (1887–88)
- The Withered Arm (1888)
- A Tragedy of Two Ambitions (1888)
- Wessex Tales[2] (1888)
- The First Countess of Wessex (1889)
- Anna, Lady Baxby (1890)
- The Lady Icenway (1890)
- Lady Mottisfont (1890)
- The Lady Penelope (1890)
- The Marchioness of Stonehenge (1890)
- Squire Petrick's Lady (1890)
- Barbara of the House of Grebe (1890)
- The Melancholy Hussar of The German Legion (1890)
- Absent-Mindedness in a Parish Choir (1891)
- The Winters and the Palmleys (1891)
- For Conscience's Sake (1891)
- Incident in Mr. Crookhill's Life (1891)
- The Doctor's Legend (1891)
- Andrey Satchel and the Parson and Clerk (1891)
- The History of the Hardcomes (1891)
- Netty Sargent's Copyhold (1891)
- On The Western Circuit (1891)
- A Few Crusted Characters: Introduction (1891)
- The Superstitious Man's Story (1891)
- Tony Kytes, the Arch-Deceiver (1891)
- To Please His Wife (1891)
- The Son's Veto (1891)
- Old Andrey's Experience as a Musician (1891)
- A Group of Noble Dames[2] (1891)
- Our Exploits At West Poley (1892–93)
- Master John Horseleigh, Knight (1893)
- The Fiddler of the Reels (1893)
- Life's Little Ironies[2] (1894)
- An Imaginative Woman (1894)
- The Spectre of the Real (1894)
- A Committee-Man of 'The Terror' (1896)
- The Duke's Reappearance (1896)
- The Grave by the Handpost (1897)
- A Changed Man (1900)
- Enter a Dragoon (1900)
- Blue Jimmy: The Horse Stealer (1911)
- Old Mrs. Chundle (1929)
- The Unconquerable (1992)

### Poésie
- Wessex Poems and Other Verses (1898)
- Poems of the Past and the Present (1901)
- Time's Laughingstocks and Other Verses (1909)
- Satires of Circumstance (1914)
- Moments of Vision (1917)
- Collected Poems (Thomas Hardy)|Collected Poems (1919)
- Late Lyrics and Earlier with Many Other Verses (1923)
- Human Shows, Far Phantasies, Songs and Trifles (1925)
- Winter Words in Various Moods and Metres (1928)

### Pièce de théâtre
- The Dynasts: An Epic-Drama of the War with Napoleon (en vers)
  - The Dynasts, Part 1 (1904)
  - The Dynasts, Part 2 (1906)
  - The Dynasts, Part 3 (1908)
- The Famous Tragedy of the Queen of Cornwall at Tintagel in Lyonnesse (1923)

## Adaptations cinématographiques
- Le Maire de Casterbridge
  - 1921 : The Mayor of Casterbridge réalisé par Sidney Morgan (en)
- Under the Greenwood Tree
  - 1929 : Under the Greenwood Tree réalisé par Harry Lachman
- Far From the Madding Crowd
  - 1915 : Far From the Madding Crowd réalisé par Laurence Trimble
  - 1967 : Loin de la foule déchaînée réalisé par John Schlesinger, avec Julie Christie, Terence Stamp et Alan Bates
  - 2010 : Tamara Drewe réalisé par Stephen Frears
  - 2015 : Loin de la foule déchaînée réalisé par Thomas Vinterberg, avec Carey Mulligan, Matthias Schoenaerts et Michael Sheen
- Tess d'Urberville
  - 1913 : Tess of the D'Urbervilles réalisé par J. Searle Dawley
  - 1924 : Tess of the D'Urbervilles réalisé par Marshall Neilan
  - 1979 : Tess d'après Tess d'Urberville réalisé par Roman Polanski avec Nastassja Kinski
- Jude l'Obscur
  - 1996 : Jude, réalisé par Michael Winterbottom, avec Christopher Eccleston et Kate Winslet
- Le Retour au pays natal
  - 2010 : The Return of the Native, film américain de Ben Westbrook